# ابریشم‌باف ناجور
ابریشم‌باف ناجور (نام علمی: Lymantria dispar) نام یک گونه از راسته پروانه‌سانان است.